# Witold Benedyktowicz

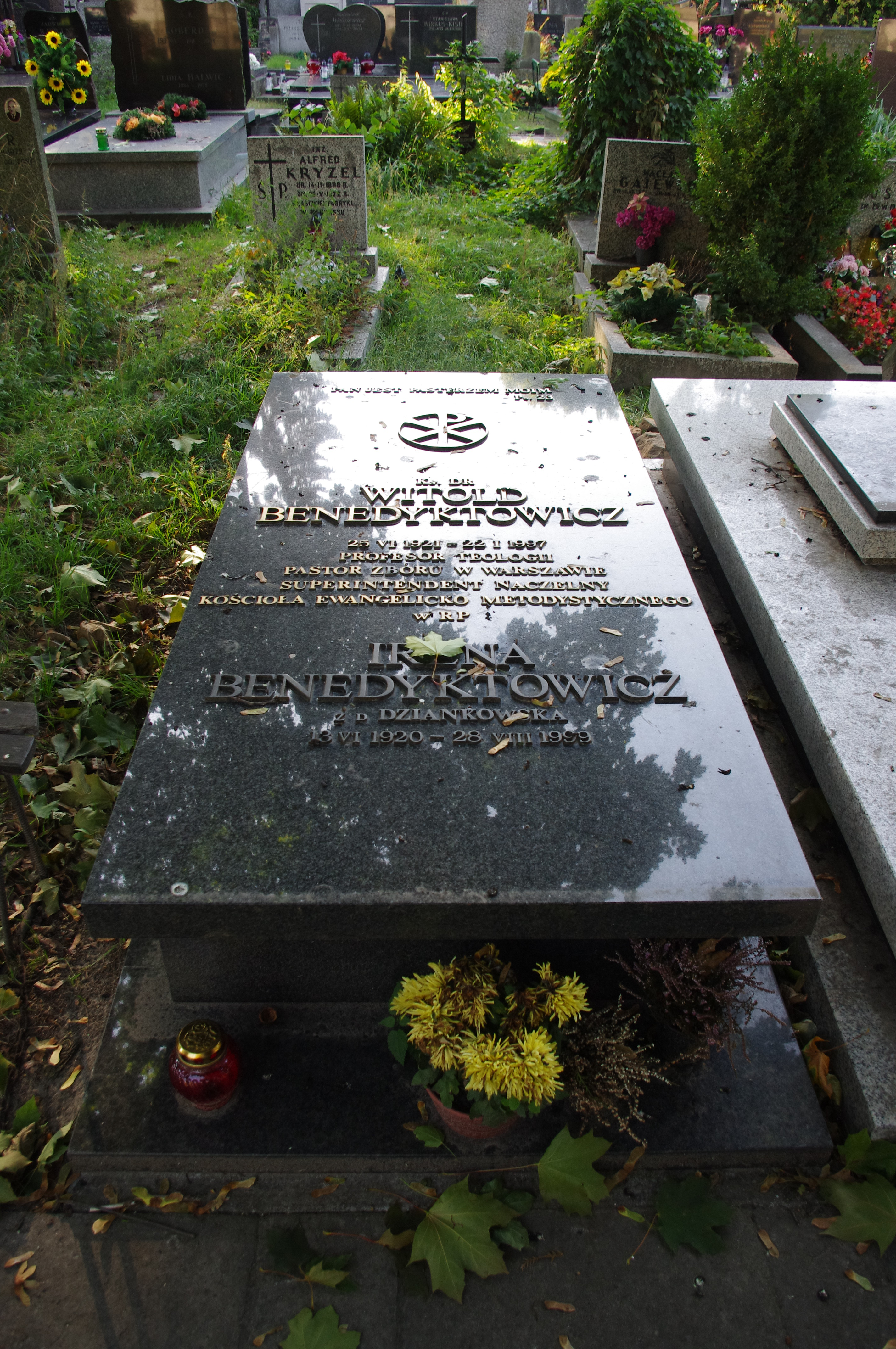
Grób ks. sup. prof. dr. hab. Witolda Benedyktowicza na Cmentarzu ewangelicko-augsburskim w Warszawie

Witold Benedyktowicz (ur. 25 czerwca 1921 w Krakowie, zm. 21 stycznia 1997) – polski duchowny metodystyczny, teolog protestancki, profesor nauk teologicznych, nauczyciel akademicki, superintendent naczelny (zwierzchnik) Kościoła Metodystycznego w Polsce w latach 1969–1983, profesor Chrześcijańskiej Akademii Teologicznej w Warszawie.

## Życiorys
Urodził się 25 czerwca 1921 roku w Krakowie w mieszczańskiej rodzinie o narodowych i patriotycznych tradycjach. Dziadek jego, Ludomir, brał udział w powstaniu styczniowym. Za udział w powstaniu majątek rodziny Benedyktowiczów został skonfiskowany. Z metodyzmem zetknął się podczas II wojny światowej. 
Po ukończeniu szkoły średniej w rodzinnym Krakowie podjął w warunkach okupacji studia w Wyższej Szkole Biblijnej w Warszawie, na której wykładali profesorowie zamkniętego przez hitlerowców Wydziału Teologii Ewangelickiej Uniwersytetu Warszawskiego. Po II wojnie światowej został oddelegowany na Mazury celem pracy duszpasterskiej. W 1947 roku został ordynowany na pastora, po czym podjął uzupełniające studia teologiczne w Instytucie Ekumenicznym w Bossey związanym ze Światową Radą Kościołów.
W 1950 roku uzyskał magisterium na Wydziale Teologii Ewangelickiej UW (promotorem był ks. prof. Jan Szeruda). Cztery lata później uzyskał stopień naukowy doktora na podstawie rozprawy o idei przełomu w metodyzmie, a w 1965 roku uzyskał stopień doktora habilitowanego na podstawie dorobku naukowego oraz monografii „Próba irenologii chrześcijańskiej. Doświadczenia praskie”. Od 1972 profesor nadzwyczajny, a od 1980 zwyczajny. W 1967 został zatrudniony w Chrześcijańskiej Akademii Teologicznej w Warszawie, w której pełnił funkcję kierownika Katedry Teologii Systematycznej. Był członkiem Rady Głównej Szkolnictwa Wyższego (1985–1988). Od 1958 stał na czele redakcji czasopisma „Pielgrzym Polski”.
Od początku laty 50. pracował jako pastor w warszawskiej parafii metodystycznej. Był zwierzchnikiem Kościoła Metodystycznego PRL jako jego superintendent naczelny (1969–1983). W latach 1975–1983 stał na czele Polskiej Rady Ekumenicznej jako jej prezes. Był delegatem na kongresy ekumeniczne i pokojowe.
Mimo że wcześniej krytycznie ocenił wprowadzenie stanu wojennego w Polsce, później wraz z ks. bp. Januszem Narzyńskim w imieniu Polskiej Rady Ekumenicznej, wyraził poparcie dla władz wojskowych. W latach 80. Służba Bezpieczeństwa usiłowała zwerbować go na tajnego współpracownika. Działania te zakończyły się niepowodzeniem. Pomimo tego w latach 1986–1989 zasiadał w Radzie Konsultacyjnej przy Przewodniczącym Rady Państwa, co odczytywane jest jako wyraz sprzyjania władzy komunistycznej.

## Odznaczenia[5]
- Krzyż Komandorski Orderu Odrodzenia Polski
- Krzyż Oficerski Orderu Odrodzenia Polski
- Krzyż Kawalerski Orderu Odrodzenia Polski
- Złoty Krzyż Zasługi

## Wybrane publikacje
- Próba irenologii chrześcijańskiej. Doświadczenia praskie, „Jednota”, Warszawa 1965
- Bracia z Epworth, „Odrodzenie”, Warszawa 1971
- Ekumenia, pokój, pojednanie, Społeczne Towarzystwo Polskich Katolików, Instytut Wydawniczy im. A. Frycza Modrzewskiego, Warszawa 1988
- Co powinniśmy czynić. Zarys ewangelickiej etyki teologicznej, Chrześcijańska Akademia Teologiczna w Warszawie, Warszawa 1993